# Marone (Italia)

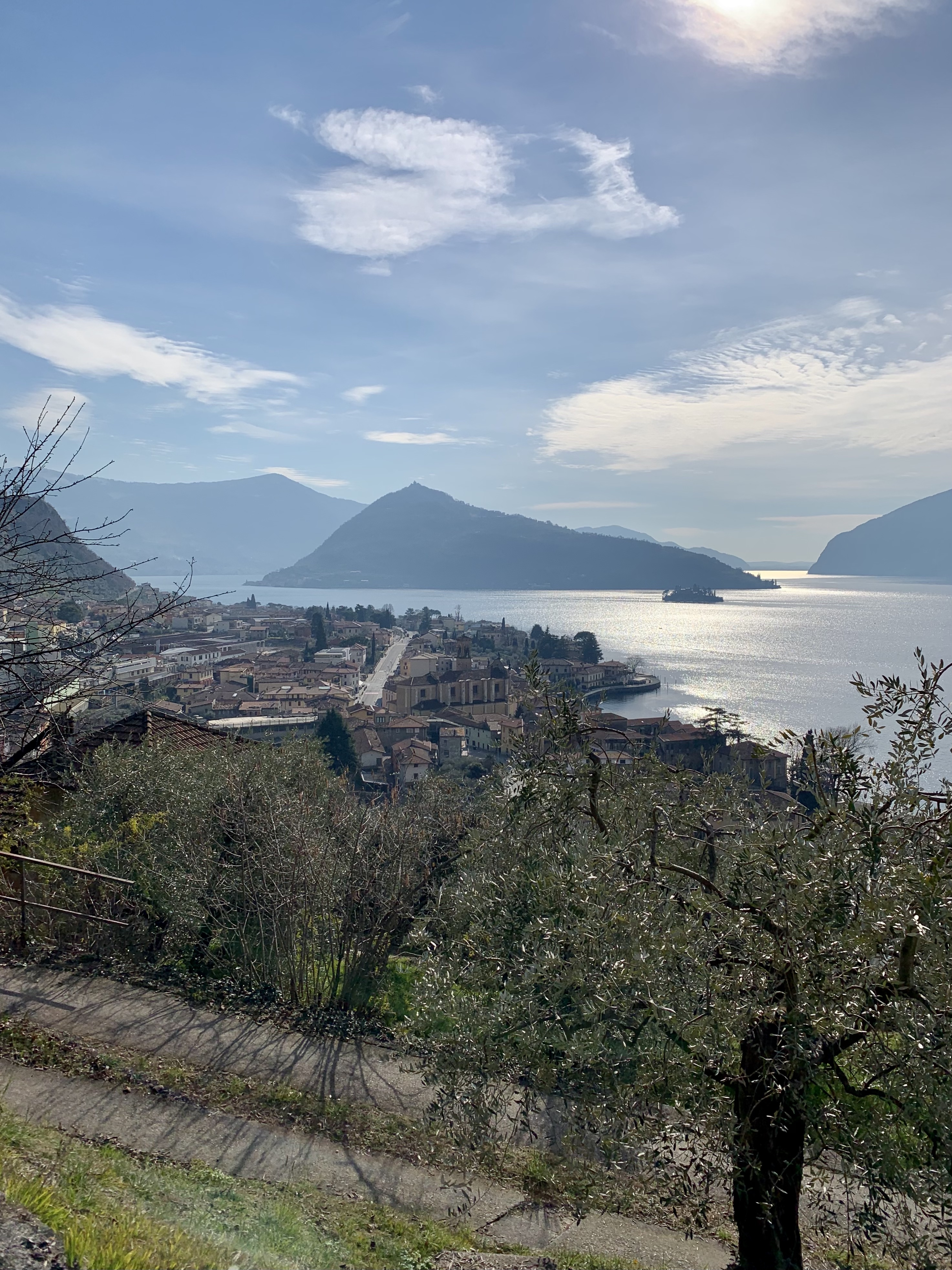
Vista Panoramica di Marone da Monte Marone.

Marone (Marù in dialetto bresciano) è un comune italiano di 3 097 abitanti della provincia di Brescia in Lombardia.
Stemma ufficiale: d’argento alla croce latina di legno nascente dalla riviera ondosa, al capo abbassato d’azzurro caricato da un ramo di castagno fogliato e fruttato di tre al naturale.

## Geografia fisica

### Territorio
Marone si trova sulla sponda orientale del lago d'Iseo a circa 200 m s.l.m.. Il territorio è prevalentemente montuoso. Confina a nord con Toline, frazione del comune di Pisogne; a est con l'abitato di Zone e a sud con Sale Marasino.
Sono presenti due corsi d'acqua principali: i torrenti Bagnadore e Opol. Quest'ultimo discende dal Passo Croce di Marone ricevendo il ruscello Sestola, che presenta un canale sotterraneo molto importante per lo sviluppo industriale del paese.

## Storia
Marone, in epoca romana, era attraversato da un'importante strada romana consolare, la Via Valeriana,  che metteva in comunicazione Brescia (lat. Brixia) con la Val Camonica (lat. Vallis Camunnorum) costeggiando il lago d'Iseo (lat. Sebinus lacus).
Alcuni reperti archeologici rinvenuti presso i resti di una villa romana in località "Cò de Ela" potrebbero dimostrare il fatto che i primi insediamenti siano avvenuti in epoca romana. 
Durante il periodo medievale, gli abitanti si insediarono in località più difendibili, lontane dal lago e dai torrenti, come Pregasso, dove nel X secolo era presente un castello che fu poi distrutto da un incendio.
Marone divenne capoluogo dalla seconda metà del cinquecento, quando iniziò il suo sviluppo come centro industriale.

### Simboli
d'azzurro, al ramo di castagno fogliato e stelato di verde, fruttato di tre al naturale. Ornamenti esteriori da Comune.»
Il gonfalone è un drappo di azzurro.

## Monumenti e luoghi d'interesse

### Architetture religiose

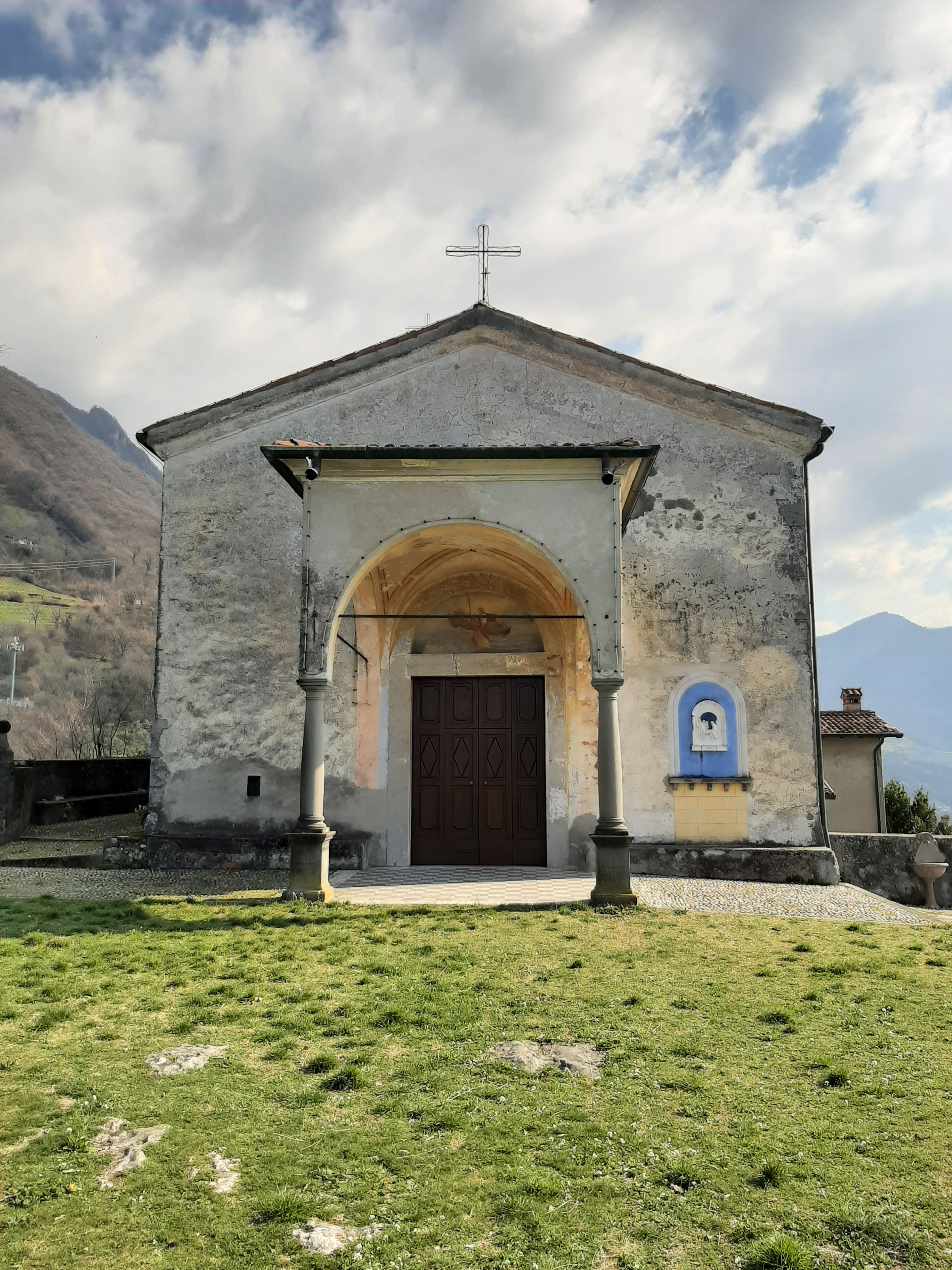
Chiesa di San Pietro Apostolo (Marone)
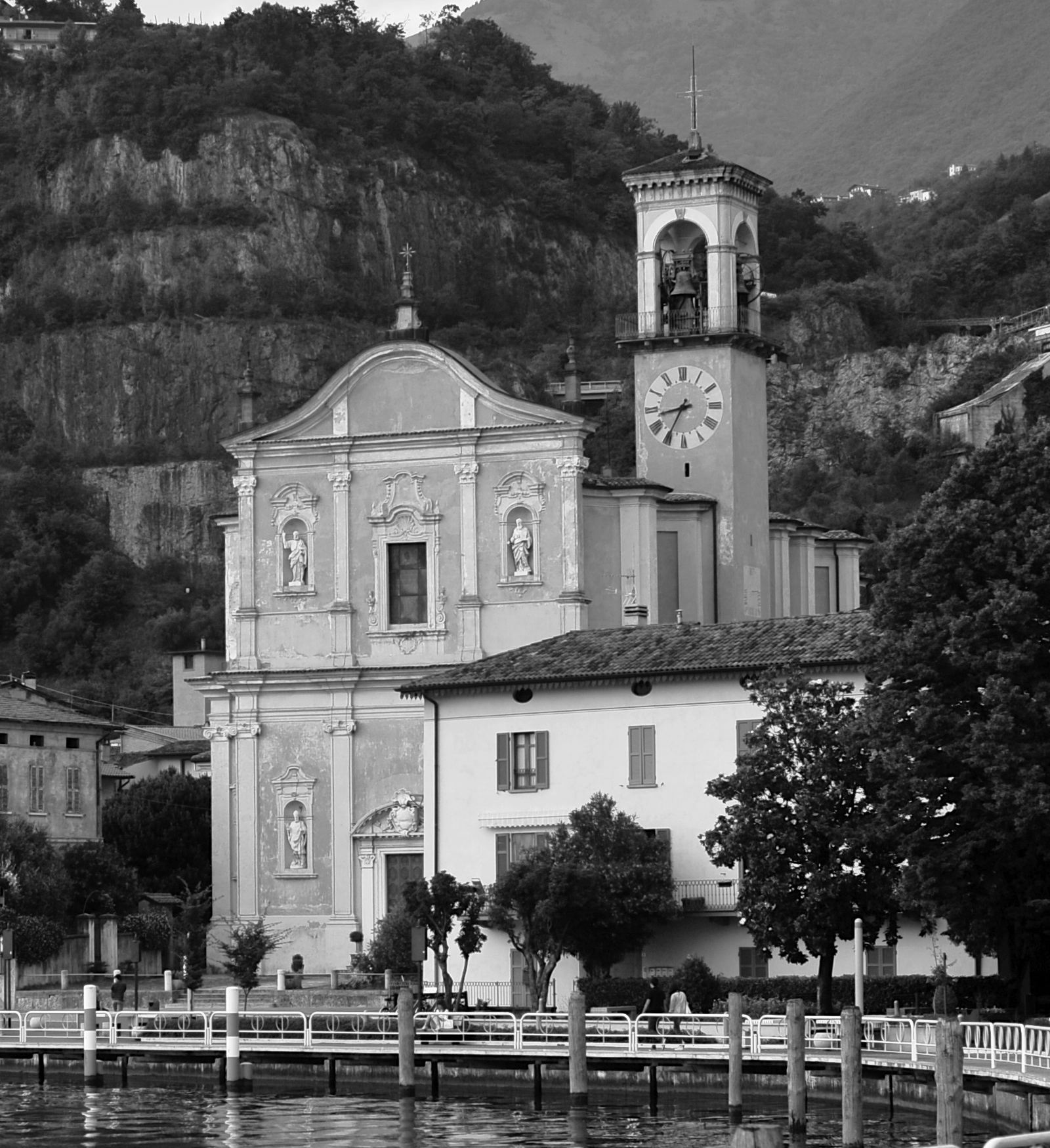
Chiesa di San Martino Vescovo
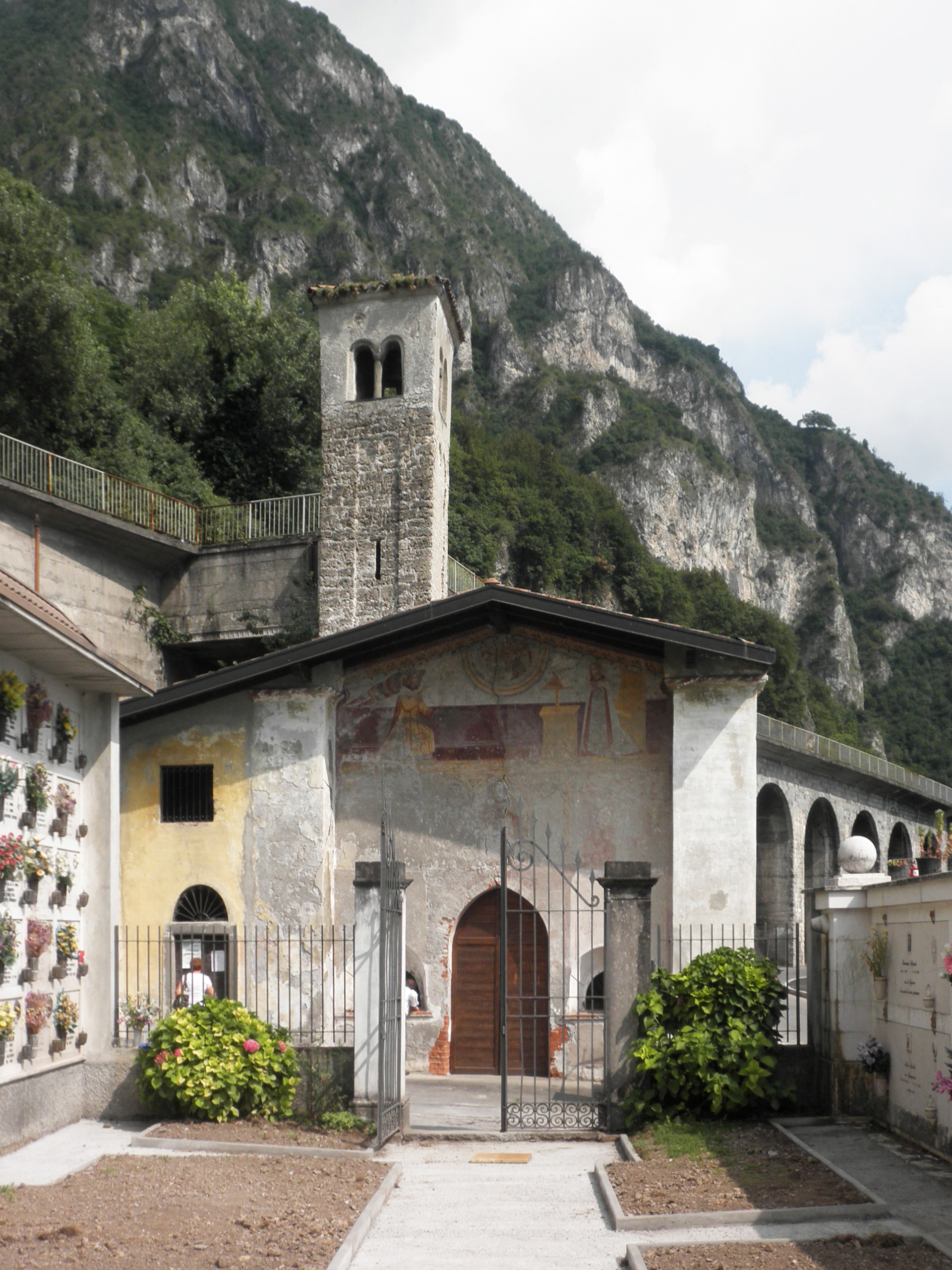
Cimitero e chiesa dei Morti

## Società

### Evoluzione demografica
Abitanti censiti

## Geografia antropica
Oltre al capoluogo, nel territorio comunale sono presenti sette frazioni: Ariolo, Collepiano, Montemarone, Ponzano, Pregasso, Vello, Vesto-Gandane

## Economia
Fin dal XVI secolo Marone è stato considerato uno dei centri industriali più importanti del lago d'Iseo. Tra XVI e XVII secolo sono attestate agricoltura, fusione e lavorazione del ferro, follatura della lana. Attualmente le attività prevalenti sono la lavorazione della lana, la produzione di feltri e l'estrazione di dolomite.
In tempi recenti, a partire dalla seconda metà degli anni 2010, si è diffusa l'olivicoltura da cui si produce il tipico Olio d'oliva lombardo. Il comune fa inoltre parte dell'associazione nazionale "Città dell'olio" dal 2001.